# Feminismo blanco

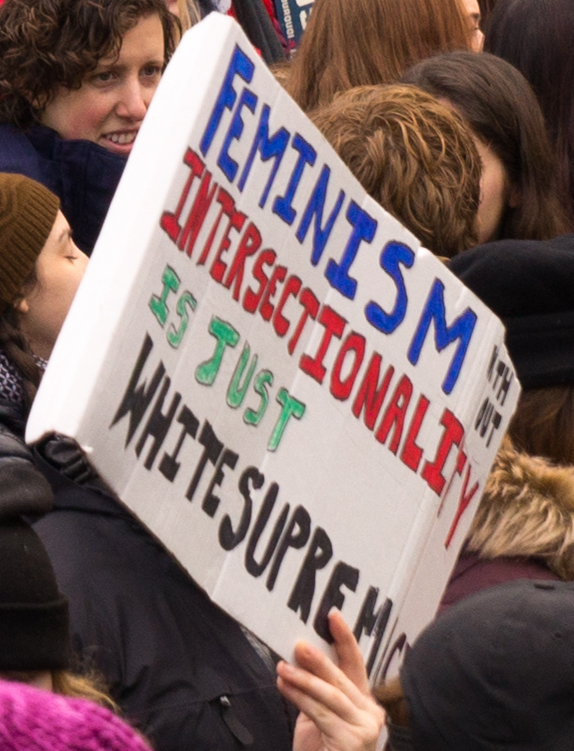
Pancarta con el texto "El feminismo sin interseccionalidad es simplemente supremacía blanca"

El feminismo blanco es un término que se utiliza para describir expresiones del feminismo que se perciben como centradas en las mujeres blancas y que no abordan la existencia de barreras sistémicas que enfrentan mujeres de minorías étnicas y que carecen de otros privilegios. La blancura es crucial para estructurar las experiencias vividas de las mujeres blancas en una variedad de contextos. El término se ha utilizado para etiquetar y criticar las teorías que se perciben como centradas únicamente en la desigualdad basada en el género y desde un lente eurocentrista o anglocentrista.
Utilizado principalmente como una etiqueta despectiva, el feminismo blanco se utiliza típicamente para reprochar un fracaso percibido en reconocer e integrar la intersección de otros atributos de identidad en un movimiento más amplio que lucha por la igualdad en más de un frente. En el, la condición de la mujer se analiza a través de un marco de un solo eje, borrando en consecuencia la identidad y las experiencias de las mujeres de minorías étnicas en el espacio. El término también se ha utilizado para referirse a teorías feministas que se consideran centradas más específicamente en la experiencia de las mujeres blancas, cisgénero, heterosexuales y sin discapacidades, y en las que se excluyen o marginan las experiencias de las mujeres sin estas características. Esta crítica se ha dirigido predominantemente contra las primeras olas del feminismo, que se consideraban centradas en el empoderamiento de las mujeres blancas de clase media en las sociedades occidentales.
Si bien el término es relativamente reciente, las críticas a los conceptos que representa se remontan al comienzo del movimiento feminista. El uso de la etiqueta ha aumentado recientemente, a medida que la teoría interseccional ha entrado en conversaciones nacionales más generales desde de la década de 2010.

## Orígenes
En sus orígenes, los feminismos de las sociedades occidentales tenían una sobrerepresentación de mujeres blancas educadas, cuyas metas se centraban principalmente en el derecho al voto y la representación política. Un ejemplo de las prácticas criticadas se encuentra en el texto de Mary Wollstonecraft, Vindicación de los derechos de la mujer publicado en 1792, donde Wollstonecraft aboga por la igualdad moral y política entre los sexos, pero solo se dirige a los miembros pertenecientes a la clase media. De manera similar, en Francia, Olympe de Gouges abogó por los derechos de las mujeres en su Declaración de los Derechos de la Mujer y de la Ciudadana ya en 1791. El feminismo blanco ha sido señalado de alinearse con la supremacía blanca.